# Brackede
Brackede [ˈbraːkədə] (niederdeutsch Brackd [ˈbrɑːkd]) ist ein Ortsteil der Stadt Bleckede in Niedersachsen.

## Geographie
Der Ort liegt fünf Kilometer nördlich von Bleckede und wird östlich und nördlich von der Elbe umschlossen.

## Geschichte
Für das Jahr 1848 wird angegeben, dass Brackede 41 Wohngebäude hatte, in denen 351 Einwohner lebten. Zu der Zeit war der Ort nach Garlstorf eingepfarrt, wo sich auch die Schule befand. Ab 1895 verfügte der Ort über einen Kopfbahnhof und war darüber an die Bleckeder Kreisbahn angeschlossen.
Am 1. Dezember 1910 hatte Brackede im Kreis Bleckede 302 Einwohner. Bei der Volkszählung vom 13. September 1950 ergab sich, dass im Ort 455 Einwohner in 108 Haushalten lebten. Am 1. März 1974 wurde Brackede nach Bleckede eingemeindet.